# Anomala lucens
Anomala lucens är en skalbaggsart som beskrevs av Ernst Ballion 1871. Anomala lucens ingår i släktet Anomala och familjen Rutelidae. Inga underarter finns listade i Catalogue of Life.